# Aspelare
Aspelare is een dorp in de Belgische provincie Oost-Vlaanderen en een deelgemeente van Ninove, het was een zelfstandige gemeente tot de gemeentelijke herindeling van 1977.
Aspelare ligt in de Denderstreek in Zandlemig Vlaanderen, in het golvend landschap tussen de Schelde en de Dender.

## Geschiedenis
Aspelare wordt voor het eerst in 1118 vermeld als Hasplar en in 1142 als Asplar. De naam laat zich eenvoudig verklaren als de samenstelling van de boomnaam "esp" en het Germaanse "hlaêri", wat "moerassig bebost terrein" betekent.
De plaatselijke heerlijkheid was oorspronkelijk in handen van een familie die er de naam van droeg en waarvan wordt verondersteld dat ze hier in de 12de en de 13de eeuw een kasteel had. Jan van Aspelare (Johannis de Asplar), duikt reeds in 1160 op in een oorkonde van de Ninoofse abdij, en Hendrik van Aspelare (Henricus de Hasplar) in 1200 in een gelijkaardig document. Maar nog in de 13e eeuw werd Aspelare samen met Nederhasselt opgenomen in de baronie Boelare, met de baron zelf als dorpsheer. Beide dorpen zouden daarna één vierschaar vormen.
Aspelare en Nederhasselt bleven tot de baronie behoren tot in 1784, toen de toenmalige baron van Boelare, Charles-François de Cassina, beide dorpen uit zijn domein lichtte en ze voor 11.000 gulden verkocht aan Louis-Joseph de Coninck, ridder van het Heilige Roomse Rijk, heer van Cambeke, Outer, Sint-Gillis-Dendermonde (Zwijveke) en Denderbelle, in wiens familie het bleef tot aan de Franse Revolutie.

## Bezienswaardigheden

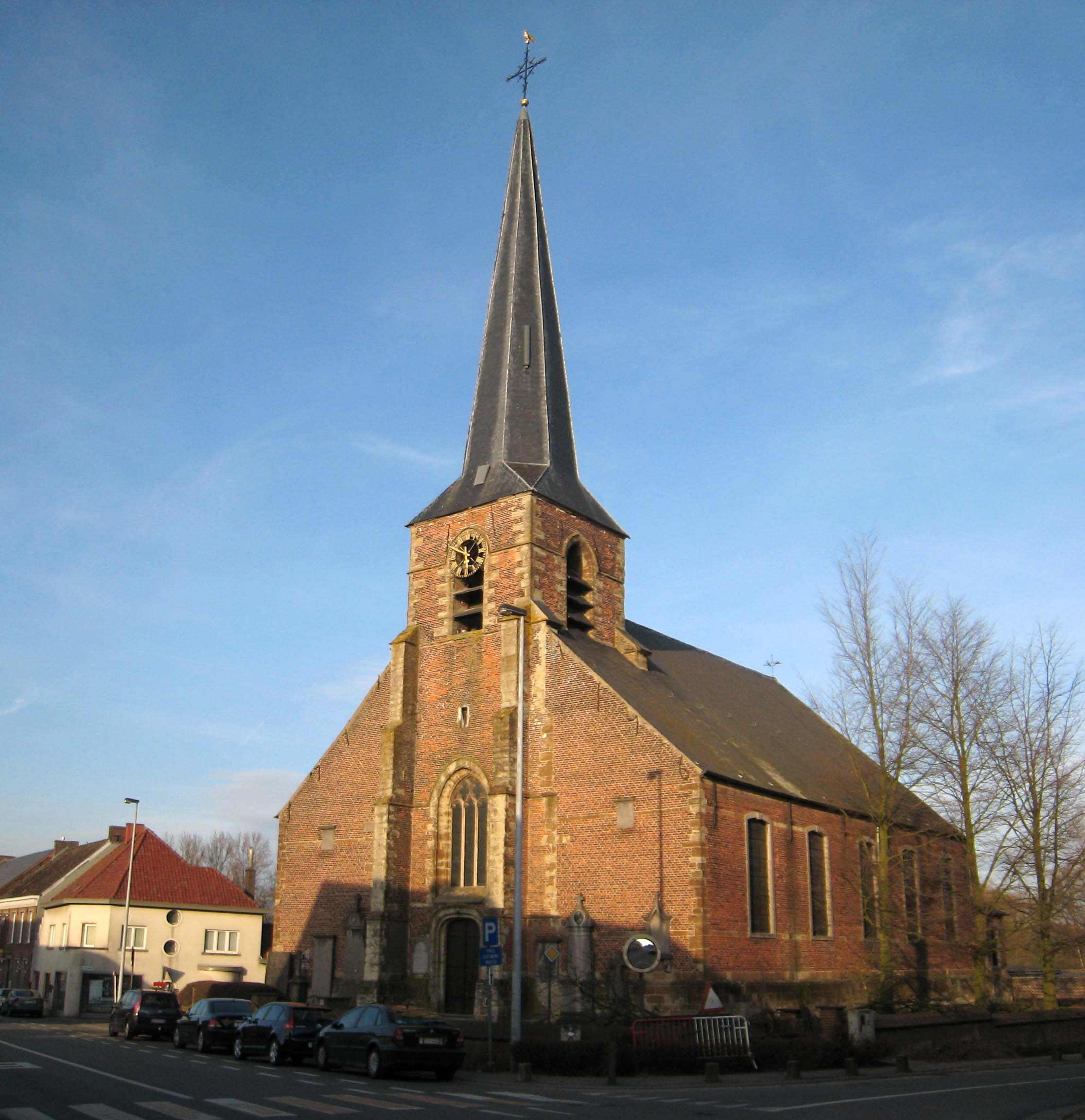
Sint-Amanduskerk in Aspelare

- De Sint-Amanduskerk is een 15e-eeuwse laat-gotische zaalkerk, met ingebouwde westertoren en zonder dwarsbeuk. Bij de verbouwingswerken in 1776-78 werden de zijbeuken verbreed en het volledige schip onder één dak gebracht; het interieur dateert hoofdzakelijke van dezelfde periode. De kerk en het kerkhof errond - met grafstenen van de 16e tot de 18e eeuw - zijn sinds 1977 een beschermd monument en landschap. Het huidige kerkhof ligt enkele honderden meter verderop.
- De Watermolen van Aspelare

## Natuur en landschap
Aspelare ligt op een hoogte van 25-50 meter. van belang is het natuurgebied Beverbeekvallei.

## Politiek
Aspelare had tot de gemeentelijke fusie van 1977 een eigen gemeentebestuur en burgemeester. Burgemeesters waren:
- 1801-1802 J.-B. van der Triest
- 1803-1803 A.-J. de Raedt
- 1804-1842 J.-B. Berlengree
- 1843-1880 B. Berlengee
- 1881-? J.  Berlengee[1]
- ?-1976 : Paul Bombeek

## Toerisme
Door dit dorp loopt onder meer de Denderroute zuid en Denderende Steden.

## Demografische ontwikkeling
- Opm:1831 t/m 1970=volkstellingen; 1976=inwoneraantal op 31 december

## Geboren in Aspelare
- Philips De Dijn (ca. 1585/1590 - 5 augustus 1665), cartograaf, landmeter, mathematicus
- Denis Nicolas (7 oktober 1910), componist, dirigent en trombonist
- Theodoor De Mulder, (?-?) aan boord van de Titanic

## Nabijgelegen kernen
Nederhasselt, Voorde, Sint-Antelinks, Heldergem, Lebeke
Deelgemeenten: Appelterre-Eichem · Aspelare · Denderwindeke · Lieferinge · Meerbeke · Nederhasselt · Neigem · Ninove · Okegem · Outer · Pollare · Voorde

Overige dorpen, gehuchten en wijken: Appelterre · Bevingen · Boterdael · Dasselt · Eichem · Herlinckhove · Lebeke · Linkebeek · Meersvoorde · Muylem · Nederwijk · Neuringen · Nijken · Prindaal · Renderstede · Roesbeke · Roost · Slettem · Steenhout · Terbert · Varenberg · Vogelenzang · Vreckom · Waalhove · Zevenkoten

Belgische gemeenten · Arrondissement Aalst · Oost-Vlaanderen · Vlaanderen